# Svaz městských částí hlavního města Prahy
Svaz městských částí hlavního města Prahy (SMČHMP) je zájmové sdružení právnických osob, které založilo 9. května 2012 šest městských částí, do roku 2017 se počet členů zvýšil na 34. Fakticky sdružuje všechny tzv. malé městské části (s výjimkou jedné) a žádnou z tzv. velkých městských částí hlavního města Prahy. Svaz má sídlo v Šeberově na adrese soukromé vily Osvětová čp. 615. Cílem svazu je ochrana společných zájmů městských částí, posilování jejich významu v duchu principů subsidiarity veřejné správy a výměna zkušeností, podílet se na vzdělávání zastupitelů a zaměstnanců městských částí atd. 

## Založení a vývoj počtu členů
Dle pozdějšího textu byla motivací k založení svazu nespokojenost některých malých městských částí s vývojem dotačních vztahů hl. m. Prahy k jeho městským částem a s absencí komunikace na úrovni vedení města se zástupci samospráv malých městských částí.
Zakládajícími členy svazu bylo 6 městských části: Praha-Šeberov, Praha-Slivenec, Praha-Újezd, Praha-Březiněves, Praha-Dubeč, Praha-Satalice, za něž jednali starostové Petra Venturová, Jana Plamínková, Václav Drahorád, Jiří Haramul, Jaroslav Tošil a František Jenčík. Podle stanov může být členem jakákoliv městská část hlavního města Prahy. Ve skutečnosti se situace vyvinula tak, že k březnu 2019 členem není ani jedna z „velkých“ městských částí (Praha 1 až Praha 22), a členy se staly téměř všechny malé městské části (34 z 35, tedy všechny kromě městské části Praha-Běchovice). V roce 2012 dosáhlo počet členů 10, v roce 2013 byl přijat jedenáctý člen, v roce 2014 se počet zvýšil na 16, v roce 2015 na 31, v roce 2016 na 33 a v roce 2017 přistoupením Prahy-Čakovic dosáhl 34. Například městská část Praha-Dolní Počernice měla zpočátku „nedůvěru v účelnost a fungování Svazu“, ale v roce 2015 svůj postoj přehodnotila a vstoupila.
Ačkoliv stanovy podmiňují přijetí žadatele schválením členskou schůzí a procesně upravují možnost vyloučení člena, nestanoví žádné materiální podmínky, resp. oprávněné důvody pro nepřijetí nebo vyloučení člena. 

## Fungování dle stanov
Členství přistupujících městských části vzniká podáním přihlášky, přičemž přihláška musí být schválena zastupitelstvem žádající městské části a přijetí následně musí schválit členská schůze svazu. Členská práva člena vykonává starosta městské části nebo jím pověřená osoba. Všichni členové svazu jsou si rovni. Členské příspěvky členů stanoví členská schůze, přičemž pokud nebo dokud je nestanoví, určuje se výše příspěvku podle tabulky ve stanovách, kde je roční příspěvek odstupňován podle počtu obyvatel městské části od 5000 Kč pro městské části do 1000 obyvatel až po 40 000 Kč pro městské části s počtem obyvatel nad 50 tisíc. Za rok, ve kterém vznikne členství, platí člen pouze vstupní členský příspěvek ve výši jedenapůl násobku běžného členského příspěvku .
Orgány svazu jsou členská schůze, předsednictvo, předseda, kontrolní rada a tajemník. Členskou schůzi tvoři všichni členové svazu, zastoupení starosty nebo jimi pověřenými osobami. Členská schůze se koná zpravidla čtyřikrát ročně. Rozhoduje dvěma třetinami „přítomných hlasů“, o vyloučení člena třemi čtvrtinami „přítomných hlasů“. Předsednictvo má lichý počet minimálně tří členů, mandát jeho členů je tříletý. Členové předsednictva včetně předsedy jsou voleni členskou schůzí. Statutárním orgánem svazu je předseda, kterého v nepřítomnosti zastupuje první místopředseda nebo místopředseda. Předsednictvo jmenuje a odvolává tajemníka. Předsednictvo rozhoduje prostou většinou všech hlasů.  Kontrolní rada (nazývaná též kontrolní výbor) má tři členy s tříletým mandátem, členové kontrolní rady jsou voleni členskou schůzí, svého předsedu si kontrolní rada volí ze svých členů sama. Předsednictvo i kontrolní rada mohou rozhodovat per rollam bez jednání.

## Vedení
V dubnu 2013 byla jako předsedkyně svazu zmiňována Petra Venturová, starostka Šeberova. Předsedkyně Jana Plamínková, starostka Slivence, se v roce 2014 funkce vzdala, protože byla zvolena radní hlavního města Prahy. Od 3. února 2015 byl předsedou svazu Petr Hlubuček, starosta Lysolají. V roce 2018 byl do funkce jednomyslně zvolen znovu. Petr Hlubuček se funkce předsedy vzdal poté, co byl zvolen náměstkem primátora hlavního města. Novou předsedkyní byla v roce 2019 zvolena Jana Plamínková, dosavadní místopředsedkyně, starostka Slivence, a to rovněž jednomyslně, hlasy všech přítomných.

## Činnost
V srpnu 2012 se starostové zastupující členy nově založeného svazu na svém zasedání v Dolních Chabrech usnesli, že nebudou vyplňovat dotazníky připravené společností Deloitte Advisory s.r.o., které jim byly zaslány v rámci zjišťování efektivity samospráv v souvislosti s tím že radní Lukáš Manhart (TOP 09) uvažoval o zmenšení počtu městských částí. Podle starostů si 90 % požadovaných údajů může magistrát ve své databázi zjistit sám. Do kontrastu se snahou o úsporu peněz rušením městských částí pak zástupce svazu uvedl fakt, že soukromá společnost měla za vypracování analýzy inkasovat 540 tisíc korun.
V roce 2015 primátorka Adriana Krnáčová svaz obvinila, že „za podpory Trojkoalice způsobil vážný problém a my ho nyní musíme řešit”, protože svaz prosadil vyrovnání pomyslného dluhu, který vznikl změnou rozpočtových pravidel v roce 2012, a rada města tak musela přijmout  mimořádná systémová opatření, aby se město nedostalo do rozpočtového provizoria.
V roce 2015 byly mezi hlavními tématy setkání jmenovány  dotační vztahy, územní plánování, připomínkování nových vyhlášek a Pražské stavební předpisy.
V roce 2017 se podle výroční zprávy svaz zabýval například čerpáním z rezervy z rozpočtu hlavního města Prahy, dále porovnáváním zákona o hlavním městě Praze se zákonem o obcích s cílem navrhnout změny zákona o hl. m. Praze. Dále se vyjádřil k problematice parkovacích zón, a to návrhem na zavedení jednotné parkovací karty pro modré zóny na celém území Prahy, s respektováním výjimky pro centrum Prahy. Svaz se vyjádřil též k regulaci černé zvěře či k problematice čerpání financí z Fondu dostupného bydlení. Zabýval se změnou zásad územního rozvoje hlavního města Prahy a shodl se na požadavku na zvýšení dotací pro městské části na žáka i na obyvatele.
Podle článku v magazínu Náš region z ledna 2019 mají členské malé městské části „často značný vydírací potenciál, protože mohou blokovat či komplikovat rozvojové plány magistrátu“ a jedná se tak o relativně vlivnou organizaci.